# Yrjö Neuvo
Yrjö Aunus Olavi Neuvo, född 21 juli 1943 i Åbo, är en finländsk ingenjör och professor emeritus.
År 1976 Neuvo utnämndes till professor i elektronik (1976–1992) vid Tammerfors tekniska högskola. Under hans ledning började Forskarutbildningar från digital signalbehandling (DSP) omedelbart vid Tammerfors tekniska högskola. Forskarstudier vid digital signalbehandling fortsatte i två år i rad fram till 1978.

## Böcker 1968–1974
- Neuvo, Yrjö: Rekisteröintilaitteiston suunnittelu radiotieteellistä mittausjärjestelmää varten (Design av inspelningsenheter för radiovetenskapliga mätsystem). 68 sidor, TKK 1968.[6]
- Neuvo, Yrjö: Digitaalinen VOR-pientaajuusgeneraattori (Digital VOR lågfrekvent generator). TKK 1971.[7]
- Neuvo, Yrjö & Ojala, L. & Reimavuo, J.: The optimal generation of sine waveforms using first-order hold reconstruction techniques, 23 sidor, TKK 1971.[7]
- Neuvo, Yrjö: Digital VOR audio generator, 19 sidor, TKK 1972.[7]
- Neuvo, Yrjö: Analysis and digital realization of Pseudo Random Gaussian and impulsive noise source, 41 sidor, TKK 1973. ISBN 951-750-096-3.[7]
- Neuvo, Yrjö: The application of digital signal prosessing in the design of a digital noise source, 14 sidor, TKK 1974. ISBN 951-750-281-8.[7]

## Priser
- IEEE Fellow 1989, Life Fellow 2009[5]

### Ordnar
- Kommendörstecknet av Finlands Lejons orden,  6 december 1992[8]

[Redigera Wikidata]